# Alicja Lis
Alicja Bronisława Lis z domu Błaszczak (ur. 4 września 1947 w Boratynie, zm. 28 czerwca 2025) – polska polityk, nauczycielka, przedsiębiorca, posłanka na Sejm IV kadencji.

## Życiorys
W 1967 ukończyła Technikum Przemysłu Spożywczego w Jarosławiu, a w 1970 Pomaturalne Studium Nauczycielskie w Rzeszowie. Studiowała w Wyższej Szkole Gospodarczej w Przemyślu, a następnie na Uniwersytecie Rzeszowskim. W latach 1967–1969 pracowała jako laborantka w Państwowych Zakładach Mięsnych w Jarosławiu, a od 1969 do 1974 była nauczycielką w Technikum Przemysłu Spożywczego w tym mieście. Następnie do 1977 kierowała gastronomią w przedsiębiorstwie usługowym. Później prowadziła hodowlę drobiu i była współwłaścicielką prywatnej firmy.
Od 1969 do 1981 należała do Polskiej Zjednoczonej Partii Robotniczej. W 1992 współtworzyła podkarpackie struktury Związku Zawodowego Rolnictwa „Samoobrona” i partii Przymierze Samoobrona (w 2000 przemianowanej na Samoobronę RP). Objęła funkcje wiceprzewodniczącej władz wojewódzkich obu organizacji oraz członkini rady krajowej partii. Bez powodzenia kandydowała z listy tego ugrupowania do Sejmu w województwie przemyskim w wyborach parlamentarnych w 1993 (otrzymała 1549 głosów).
W wyborach parlamentarnych w 2001, otrzymawszy 9960 głosów, została posłanką IV kadencji wybraną z listy Samoobrony RP w okręgu krośnieńskim. Pracowała w Komisji Zdrowia oraz Komisji Edukacji, Nauki i Młodzieży.
Bez powodzenia ubiegała się o reelekcję w wyborach parlamentarnych w 2005 (otrzymała 5736 głosów), a rok później o mandat radnej Sejmiku Województwa Podkarpackiego. Od 2005 do 2007 była asystentką społeczną posła Janusza Maksymiuka. W 2007 została zatrudniona jako starszy inspektor w Kasie Rolniczego Ubezpieczenia Społecznego w Przeworsku.
Bezskutecznie kandydowała w wyborach do Sejmu w 2007 oraz w wyborach do Parlamentu Europejskiego w 2009 z ramienia Samoobrony RP. Otrzymywała kolejno 832 i 2121 głosów. W 2009 została przewodniczącą rady wojewódzkiej partii na Podkarpaciu. W 2010 wystąpiła z Samoobrony RP i przeszła do Partii Regionów, z poparciem której bez powodzenia kandydowała na radną sejmiku z listy Sojuszu Lewicy Demokratycznej. Później wstąpiła do partii Nasz Dom Polska – Samoobrona Andrzeja Leppera i bez powodzenia kandydowała do Sejmu z jej listy w wyborach parlamentarnych w 2011 (otrzymała 332 głosy).

## Życie prywatne
Była mężatką, miała czworo dzieci.